# Osman Asaf Sokolović
Osman Asaf-efendija Sokolović (1883 Sarajevo, Bosna a Hercegovina – 24. ledna 1972 Sarajevo, Socialistická federativní republika Jugoslávie) byl bosenskohercegovský úředník a publicista bosňáckého původu.

## Životopis
Pocházel z vážené sarajevské obchodnické rodiny. Jeho děd Sunullah-efendija Sokolović byl jistý čas sarajevským zastupitelem (1878–1884 a 1887–1888, zemřel ve funkci). Jeho otcem byl Muhamed-efendija Sokolović a matka pocházela z rodiny Mutevelićů. Ještě před nabytím plnoletosti přišel o matku i otce. Starost o něj převzali jeho příbuzní.
V rodném městě navštěvoval mekteb, islámskou základní školu, a obecnou školu, ruždii. Poté se zapsal na sarajevské vyšší gymnázium, ale po prvním ročníku ze školy odešel a ve studiu pokračoval v osmanské říši. Střední vzdělání získal v Istanbulu a Burse, načež se vrátil do Bosny. Roku 1905 se zapsal na právnickou fakultu v Záhřebu, v mezičase ale studoval i v Praze a Lausanne. Státní závěrečnou zkoušku vykonal 26. července 1911 v chorvatské metropoli. Následně se vrátil do Sarajeva, kde získal místo písaře u Obchodní a řemeslnické komory (Trgovačka i obrtnička komora). V tomto zaměstnání setrval až do odchodu do penze.
Po rozpadu Rakousko-Uherska a vzniku Království Srbů, Chorvatů a Slovinců na konci roku 1918 byl řádným členem Jugoslávské muslimské organizace.
Již od mládí sbíral knihy. Roku 1963 svou sbírku 6000 spisů, v tom na 600 rukopisů, prodal Gazi Husrev-begově knihovně v Sarajevu. Velmi ceněn je jeho bibliografický soupis muslimských tiskovin mezi lety 1878 a 1948. Dlouhodobě se zabýval studiem muslimské lidové slovesnosti a dějinami řemesel v Bosně a Hercegovině.